# Koontz Lake
Koontz Lake is een plaats (census-designated place) in de Amerikaanse staat Indiana, en valt bestuurlijk gezien onder Marshall County en Starke County.

## Demografie
Bij de volkstelling in 2000 werd het aantal inwoners vastgesteld op 1554.

## Geografie
Volgens het United States Census Bureau beslaat de plaats een oppervlakte van
10,1 km², waarvan 8,8 km² land en 1,3 km² water.

## Plaatsen in de nabije omgeving
De onderstaande figuur toont nabijgelegen plaatsen in een straal van 16 km rond Koontz Lake.